# Central hidroelèctrica de Cabdella
La central hidroelèctrica de Cabdella és una central al nord de la comarca del Pallars Jussà, al poble de Central de Cabdella, al terme municipal de la Torre de Cabdella.
Fou estrenada el 1914, i és la primera central hidroelèctrica catalana de grans dimensions que va entrar en funcionament, juntament amb la de Seròs. A data d'avui (2019) encara continua operativa. És una central hidroelèctrica de derivació d'aigua procedent de 28 estanys de la capçalera de la vall del Flamisell, alguns d'ells represats, situats entre els 2.000 i els 2.500 metres d'altitud. Recull l'aigua mitjançant un sistema de túnels i galeries que fa que tota la conca lacustre actuï com un gran embassament natural. L'aigua es concentra a l'estany Gento, d'on es condueix a la cambra d'aigües del Cap de la Serra i des de la qual baixa per dues canonades forçades cap a les turbines de la central hidroelèctrica aprofitant el gran salt de 836 m de desnivell. Un cop l'aigua ha passat per les turbines de la central, una part torna al riu i l'altra es condueix a un canal de vuit quilòmetres que la du fins a la cambra d'aigua que alimenta la central hidroelèctrica de Molinos.
A l'època de la construcció fou considerada una instal·lació pionera a Europa per la dificultat i magnitud de les obres. L'obra fou realitzada per l'empresa Energia Elèctrica de Catalunya a partir d'unes concessions d'aprofitament hidràulic del riu Flamisell obtingudes per Emili Riu i Periquet. Va entrar en servei en dues fases; els quatre primers grups ho feren esglaonadament entre el gener i el març de 1914, i el gener de 1917 ho feu el cinquè grup.
El 1985 s'automatitzaren 3 dels 5 grups de la central, i a partir d'aquest moment va disminuir progressivament el nombre de treballadors assignats de forma permanent a la central, fins a arribar a la situació actual en què la major part d'operacions es fan de manera automatitzada o remota, i només ocasionalment s'hi fan tasques de manteniment o millora en presencial, per part de personal que es desplaça expressament.
Actualment, la central és un dels 150 «Elements del Patrimoni Industrial de Catalunya» perquè ha estat la primera gran central hidroelèctrica del país que va subministrar l'energia produïda a centres de consum molt allunyats. Va contribuir així a l'expansió de la segona revolució industrial a Catalunya.
La central admet visites guiades, i el Museu Hidroelèctric de Cabdella, situat en un edifici de les seves antigues instal·lacions, mostra diversos elements de la construcció i explotació inicial de la central. El museu forma part del Sistema Territorial del Museu de la Ciència i de la Tècnica de Catalunya.

## Antecedents
Emili Riu i Periquet, diputat al congrés de Madrid des de 1901 per la circumscripció electoral de Sort, gaudia d'una posició política que li va permetre veure les possibilitats d'explotació econòmica en la seva comarca natal de les innovacions tecnològiques que apareixien en l'àmbit de la producció d'energia elèctrica. A partir de 1886 s'havia iniciat el desenvolupament comercial del corrent altern, el qual permetia transportar l'electricitat amb molta eficiència, possibilitant que les centrals productores s'instal·lessin en les ubicacions on podien operar amb la màxima eficiència, encara que estiguessin allunyades dels grans centres de consum. Per assolir l’objectiu d’explotar el potencial hidroelèctric pallarès, va treballar en dos sentits complementaris; per un cantó va adquirir personalment totes les concessions hidràuliques i també les mineres (de carbó, el combustible de les centrals tèrmiques de l'època) que pogué i per l'altre va liderar de forma decisiva la creació de l'empresa Energia Elèctrica de Catalunya, constituïda a Barcelona el 18 de novembre de 1911 per explotar les seves concessions.

### Concessions hidroelèctriques
La concessió per part de l'estat per utilitzar un determinat cabal d'aigua és una condició prèvia per poder construir i explotar una central hidroelèctrica. Algunes fonts diuen que ja en 1904 Emili Riu va obtenir del govern la concessió de diferents salts al riu Flamisell a través del seu cunyat Cristòfol Massó i Escofet i el mateix estiu de 1904 i el de 1905 Emili Riu va fer realitzar un detallat estudi de tota la regió lacustre d'Estany Gento per l'elaboració d'un primer projecte de salt a Cabdella.
Segons el Butlletí Oficial de la Província de Lleida, el gener de 1907 es publicà la sol·licitud per part de Josep Alegriu i Capmany per derivar 3.500 litres d'aigua per segon pel seu aprofitament hidroelèctric, preveient la regulació només dels estanys inferiors de les tres conques de Tort, Rus i l'estany Gento.
En l'abril de 1911 es publicà en el Butlletí Oficial de la Província de Lleida l'adjudicació de la concessió sol·licitada amb algunes modificacions. En primer lloc, reconeixia que Josep Alegriu havia cedit els seus drets a Cristòfol Massó, i en segon llocs ampliava la superfície de la conca de concessió, que ara incloïa també els estanys superiors segons la següent distribució:
- Estanys de la conca dels Jous: Gento, Colomina,  Frescau, Mar i Saburó
- Estanys del grup del centre o Tort: Tort, Cubieso, Eixerola, Castieso, Norte (segurament és el Morto) i l'estany de Nariolo.
- Estanys de la conca del Rus: Francí, Ribanegra, Ribereta, Salado, Cogumela, Travessan, Coll d'Arenes (ara estany Fosser) i l'estany de Morera.

Cal esmentar que la concessió es feia a perpetuïtat.
Si bé el projecte preveia dos salts, el de la conca de Rus sobre el riu Riqüerna i el de les conques de Tort i estany Gento sobre el riu Flamisell, posteriorment es van unificar en un amb la connexió de la conca de Rus cap a l'estany Gento.
Cristòfol Massó també va adquirir a Jaume Espot les aigües de llacs i fonts de la Muntanya de Rus el 25 de gener de 1912.

### Energia Electrica de Catalunya
Després de cercar finançament en la banca local, Emili Riu el va trobar en la societat francesa Compagnie Générale d'Électricité i en la banca suïssa Société Suisse d'Industries Éléctriques, aquesta última pertanyent al conglomerat Siemens. El novembre de 1911 es constituí la companyia a Barcelona amb l’objectiu de construir i explotar centrals productores d’electricitat.

## Construcció
Constituïda la societat, el projecte en detall de les obres va ser redactat el 1911 per l'enginyer francès Leon Mounaille de l'empresa Locher & Cie de Zurich, especialista en les perforacions dels túnels dels ferrocarrils suïssos (Sant Gottard i Simplon). El pressupost total era de 8.115.000 pessetes, (uns 31.563.000€ el 2019). La mateixa companyia va fer la direcció d'obres a través de la filial Trabajos Hidráulicos de los Altos Pirineos de Capdella de Barcelona.

### Expropiacions
Per fer possible la construcció dels elements de la central calia expropiar terres. Els municipis més afectats foren els de Cabdella i Espui. En les terres més planes -les que envoltaven el riu Flamisell - es construiria la central i el campament dels obrers. La resta de terreny eren feixes d'escassa extensió per on passaria la canonada de la cambra d'aigües fins a la central. També s'hagué d'intervenir sobre la Serra o Comunals, el terreny de muntanya de propietat pública. En total s'ocuparen 69,98 hectàrees entre terreny privat i públic.
L'expropiació en nom d'Energia Elèctrica de Catalunya fou realitzada entre finals de 1911 i el començament de 1912 per Cristòfol Massó i Escofet.

### Vies de comunicació
Tan aviat es constituí Energia Elèctrica de Catalunya va començar la construcció de les vies d'accés a la zona on es construiria la central i les preses. En el 1911 no hi havia cap camí apte per carros entre la Pobla de Segur i Cabdella; els viatges es feien a peu o sobre una mula. El primer projecte fou la creació de la carretera apta per a la circulació de vehicles que poguessin transportar els grans components de la central. Amb aquest objectiu, el novembre de 1911 s'inicià la construcció d'una carretera de 35 quilòmetres de recorregut que quedà enllestida en tres mesos; per fer-la va caldre la contractació de 3.000 obrers.
El transport dels equips implicava molta feina, principalment perquè l'estació de tren més propera estava situada a 130 quilòmetres de distància, de forma que totes les persones, matèries primeres i peces hagueren de fer aquesta distància per carretera. El transport del ciment i de la petita maquinària es feu per carro, arribant a caldre fins a 30 cavalls per vehicle. Per transportar els components més pesats de fins a 6 tones s'usaren camions. Per les peces de fins a 20 tones s'utilitzaren tractors a vapor, coneguts com a locomòbils, que estiraven remolcs articulats, també coneguts com a trens Renard. El fet d'anar amb vapor obligà a construir dipòsits d'aigua al llarg de la ruta per abastir les màquines.
Per a tots els vehicles i la seva càrrega el punt de partida era Tàrrega, que disposava d'una bona estació de tren, de la línia entre Barcelona i Madrid. L'itinerari a seguir era Tàrrega, Agramunt, Artesa de Segre, port de Comiols (de 1.100 metres d'altitud), Sant Salvador de Toló, Tremp, i després d'un viatge de 80 quilòmetres s'arribava a la Pobla de Segur, i d'aquí cap a Cabdella. La companyia va llogar uns terrenys a Tàrrega per fer-los servir de magatzem de pas.
Gràcies a la influència decisòria d'Emili Riu, el transport dels materials des de Tàrrega fins a Cabdella s'atorgà en monopoli a Magí Roca Sangrà, al costat de Pau Novell i Josep Sibí, aquests últims destacats polítics de la mateixa facció que Emili Riu.
La construcció de la central afavorí també el desenvolupament del sector del transport de passatgers amb la creació de l'empresa La Primera del Flamisell, que enllaçava Cabdella amb la Pobla de Segur.

### Obres auxiliars

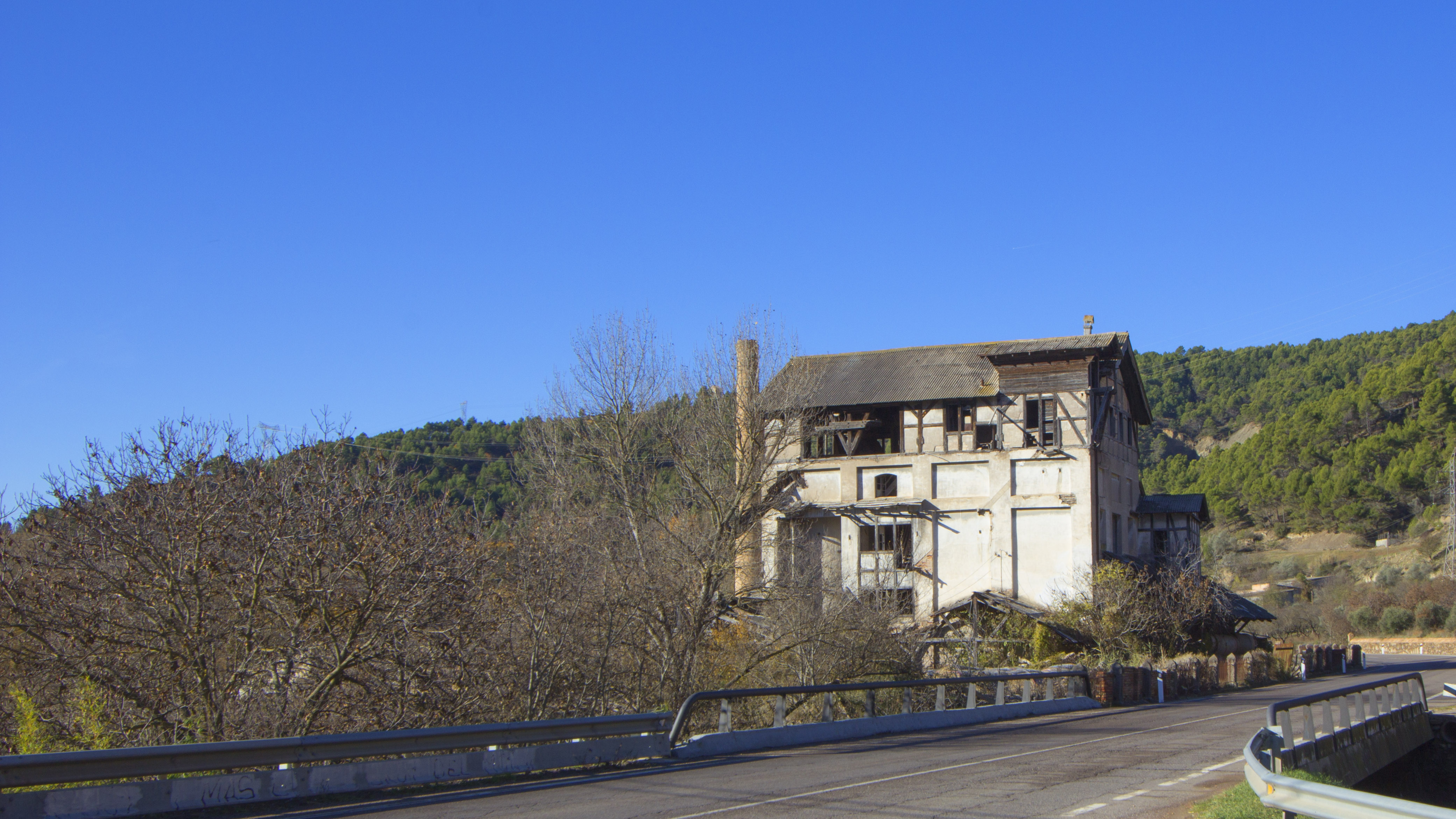
Fàbrica de ciment d'Energia Elèctrica de Catalunya a Pobla de Segur (Pallars Jussà)

La construcció de les preses i el revestiment de les canalitzacions requeria una gran quantitat de ciment. Per cobrir aquesta necessitat es va construir una fàbrica de ciment a la Pobla de Segur que en produïa 60 tones diàries. La cimentera aprofitava unes pedreres i el carbó de les mines de Sossís, la producció de les quals arribava gràcies a un telefèric industrial. Posteriorment es va habilitar un pont penjant sobre el Noguera Pallaresa. Les mines eren explotades per l'empresa Cales, Cementos y Carbones de Pobla de Segur, S.A., filial d'Elèctrica de Mollet, la qual era filial d'Energia Elèctrica de Catalunya.
Per allotjar als 4.000 treballadors que es necessitaven es van construir barracons a la zona de l'estany Gento i a Cabdella. D'altra banda, també s'edificà al costat de la central hidroelèctrica un campament pels obrers i una zona residencial destinada en primera instància als enginyers i directors dels treballs de construcció de la central i que, un cop en funcionament, acollirien els tècnics i altres treballadors estables i les seves famílies. Aquestes noves construccions van crear un nucli habitat nou, Central de Cabdella, el qual disposava d'un hotel i d'un hospital, i posteriorment d'una escola.
El 15 de desembre de 1911 es posà en marxa una minicentral amb una potència de 80 kW, que subministrava energia al campament i al funicular. També es va començar a construir una central auxiliar d'obres. Una resclosa al riu Flamisell abans de la confluència dels rius Filià i Riqüerna portava l'aigua per un canal de 500 metres a la cambra d'aigües de la central auxiliar i es formava un salt brut de 50 metres. La central auxiliar estava equipada amb dues turbines tipus Francis horitzontals de la casa Escher Wyss, de 100 CV cadascuna i acoblades a alternadors Siemens Schuckert, de 84 kVA. La central auxiliar va entrar en servei el 15 de desembre de 1912. L'any 1913 es creà també una xarxa pròpia de telefonia per enllaçar el campament de la central de Cabdella amb la zona dels estanys i amb Barcelona.

### L'execució de les obres

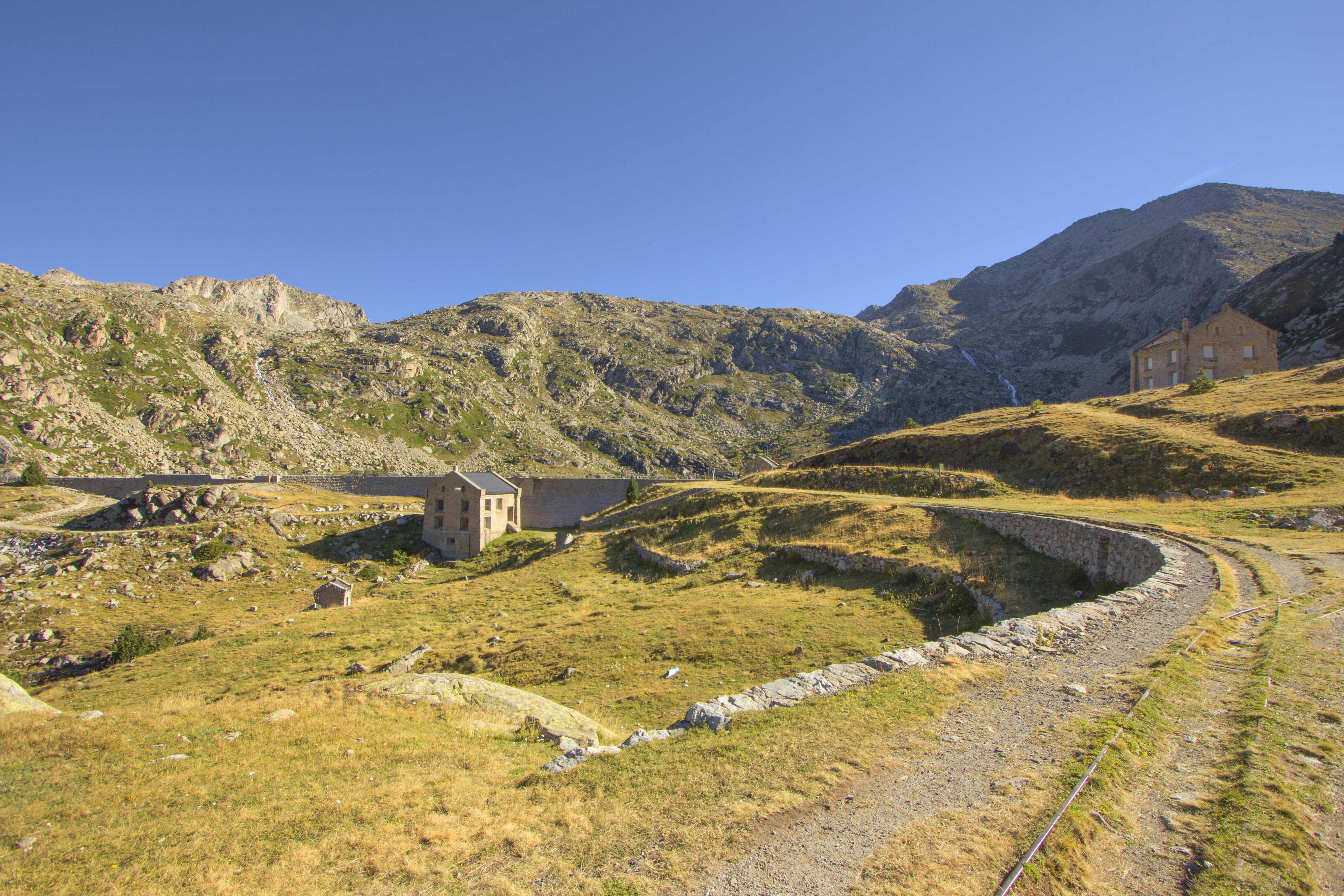
Presa i casa de vàlvules a l'estany Gento

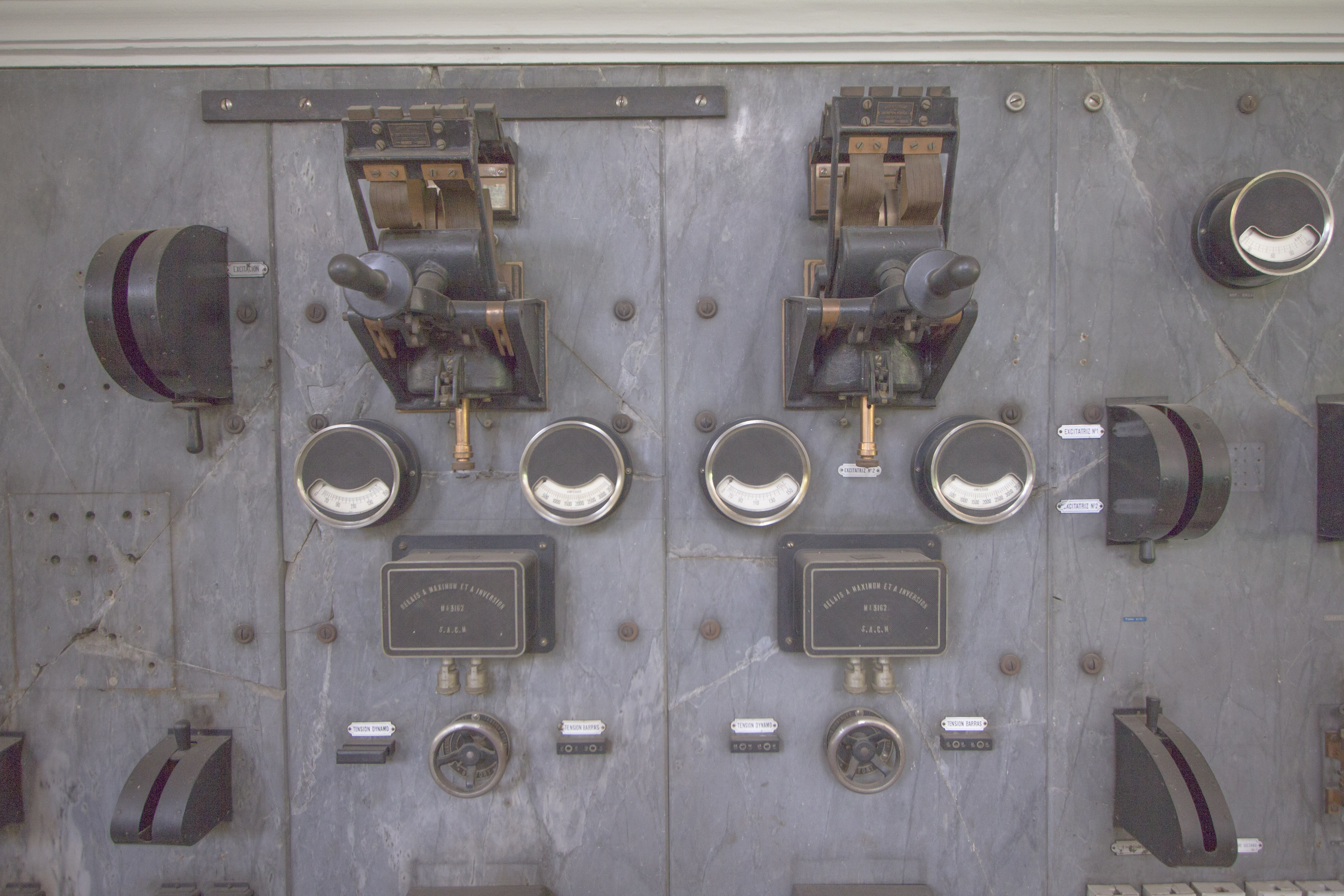
Antic quadre de control a la sala de màquines de la central

La colònia de treballadors manuals la integraven homes majoritàriament andalusos i murcians, així com portuguesos, italians i turcs i un petit contingent d'habitants del Pallars. Després del desglaç, l'abril de 1912 iniciaren les obres per represar l'estany Tort, així com els estanys Mar i Colomina a la conca dels Jous. També es construïren els desaigües (just per sota dels fonaments de les preses), dirigint tota l'aigua cap l'estany Gento, que també fou represat. Finalment, també es treballà en la canalització soterrada cap a la cambra d'aigües de Cap del Port, els 2 funiculars, les canonades a pressió, la central hidroelèctrica de Cabdella i la línia de transport fins a la ciutat de Barcelona.
Per transportar els materials necessaris per a la construcció de la canonada forçada i la cambra d'aigües es va instal·lar un funicular paral·lel a la canonada. La via, arranjada en dos trams, cobria una distància recta de 2.045 metres amb un pendent del 45,5%, i tenia un ample de 600 mil·límetres. Estava dotada d'un pont grua pel transbord del material. Sobre la via circulaven dues vagonetes de dos eixos i 6,8 metres de llarg; no disposaven de cap sistema de frens, sent portades en tot moment pel cable de 22 mil·límetres de gruix. La tracció en l'estació inferior la proporcionava un motor de 50 CV que permetia pujar càrregues de fins a 3.500 quilograms, i per un altre motor de 30 CV en l'estació superior que permetia càrregues de fins a 3.000 quilograms.
Des de la cambra d'aigües del Cap de la Serra es va instal·lar una via que arribava a l'estany Gento, amb un pendent del 5% i per la que circulaven unes vagonetes estirades per un cavall, portant els materials fins al peu de l'estany Gento.
A partir de Gento, els materials que anaven cap a l'estany Tort ho feien a mitjançant un cable aeri que arribava al cap de l'estany Tort, havent-se de transbordar el material a unes vagonetes que el duien a destí, accionades a força de braços. Pels que eren transportats cap l'estany Fosser un altre cable aeri sortia de l'estany Tort. I per acabar, els materials que es destinaven a la zona de l'estany de Colomina eren transportats per un tercer cable aeri, que a l'hivern va ser substituït per unes vies per fer-hi circular vagonetes sobre la superfície gelada de l'estany Gento.
Els hiverns de 1912 i 1913 es treballà sense interrupció a tota la zona dels llacs, tenint en compte que generalment la zona quedava coberta per una capa de neu entre els vuitanta i els cent centímetres. S'aprofitaven aquests mesos per fer els treballs de perforació i acabament de túnels i galeries, així com per instal·lar els mecanismes pel control de les aigües embassades. L'any 1913 van començar les obres per a connectar per sota els estanys del nivell superior amb els del nivell inferior mitjançant el sistema anomenat cale. La connexió s'aconsegueix mitjançant l'operació de calar els diferents llacs, és a dir, d'establir-hi una galeria subterrània i provocar a través d'una potent càrrega explosiva l'obertura del fons del llac.
La instal·lació de les canonades forçades s'acabà els últims dies de novembre de 1913.

### Vaga de 1913

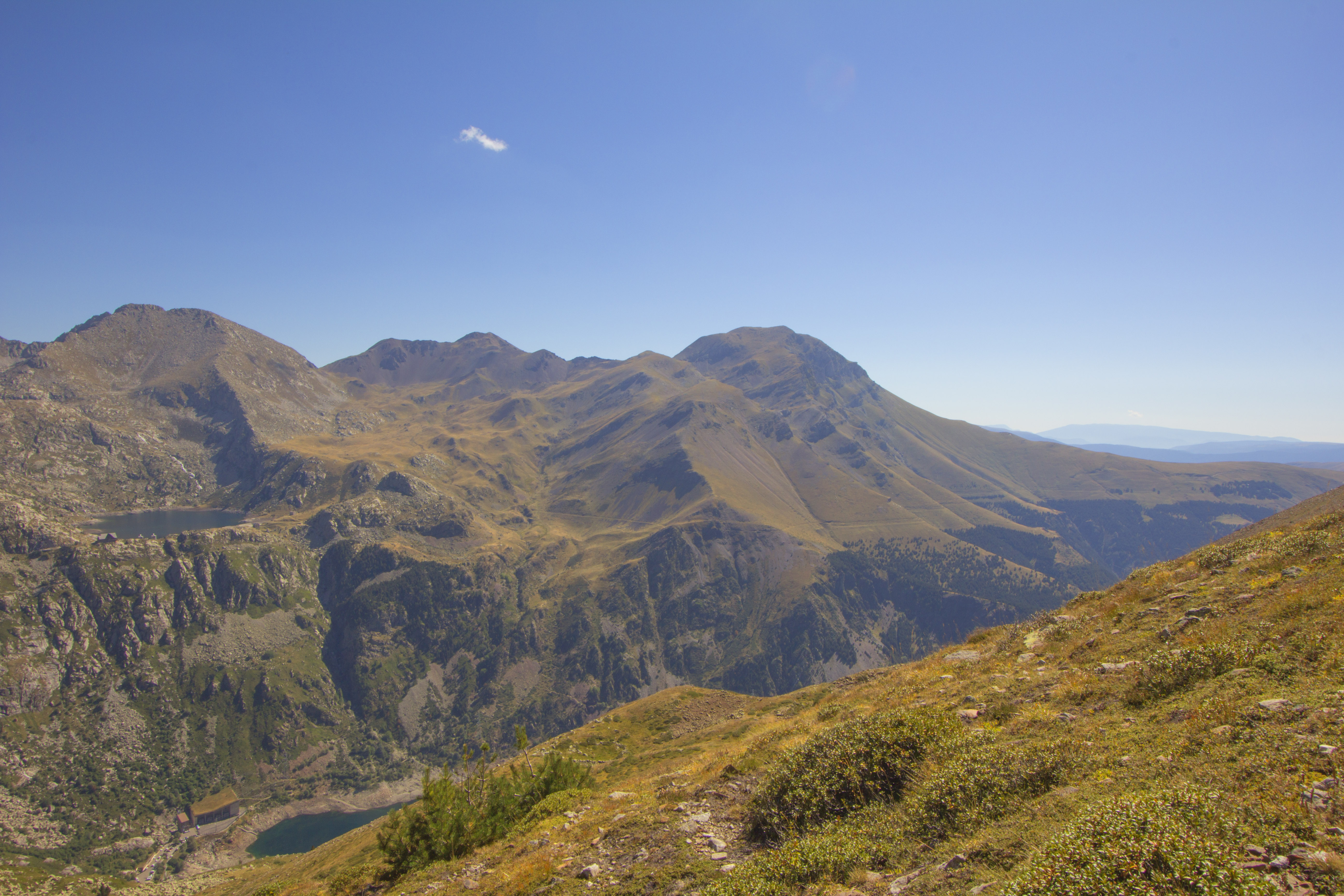
Recorregut del canal soterrat i la via del carrilet entre l'estany Gento i la cambra d'aigües (Imatge amb anotacions)

La duresa de les condicions laborals i la gran quantitat de treballadors mobilitzats en la construcció van crear les condicions per que sorgís un moviment que reclamés millores en el tracte, fins al punt d'organitzar una vaga que es va dur a terme l'11 de juny de 1913. Deixaren de treballar 2.200 obrers, inicialment millores en l'allotjament i augment del salari d'un 15%. Fins i tot el president de la Diputació de Lleida anà fins a Cabdella per intervenir en trobar una solució. Després de diverses negociacions, s'arribà a un acord de 9 punts i el dia 13 es tornà a la feina.
Hom pot ser conscient de la duresa de les condicions quan un dels punts de l'acord era la instauració d'una jornada laboral diària d'11 hores, excepte els diumenges, que es plegava a les 14 hores.

### Posada en servei de la central

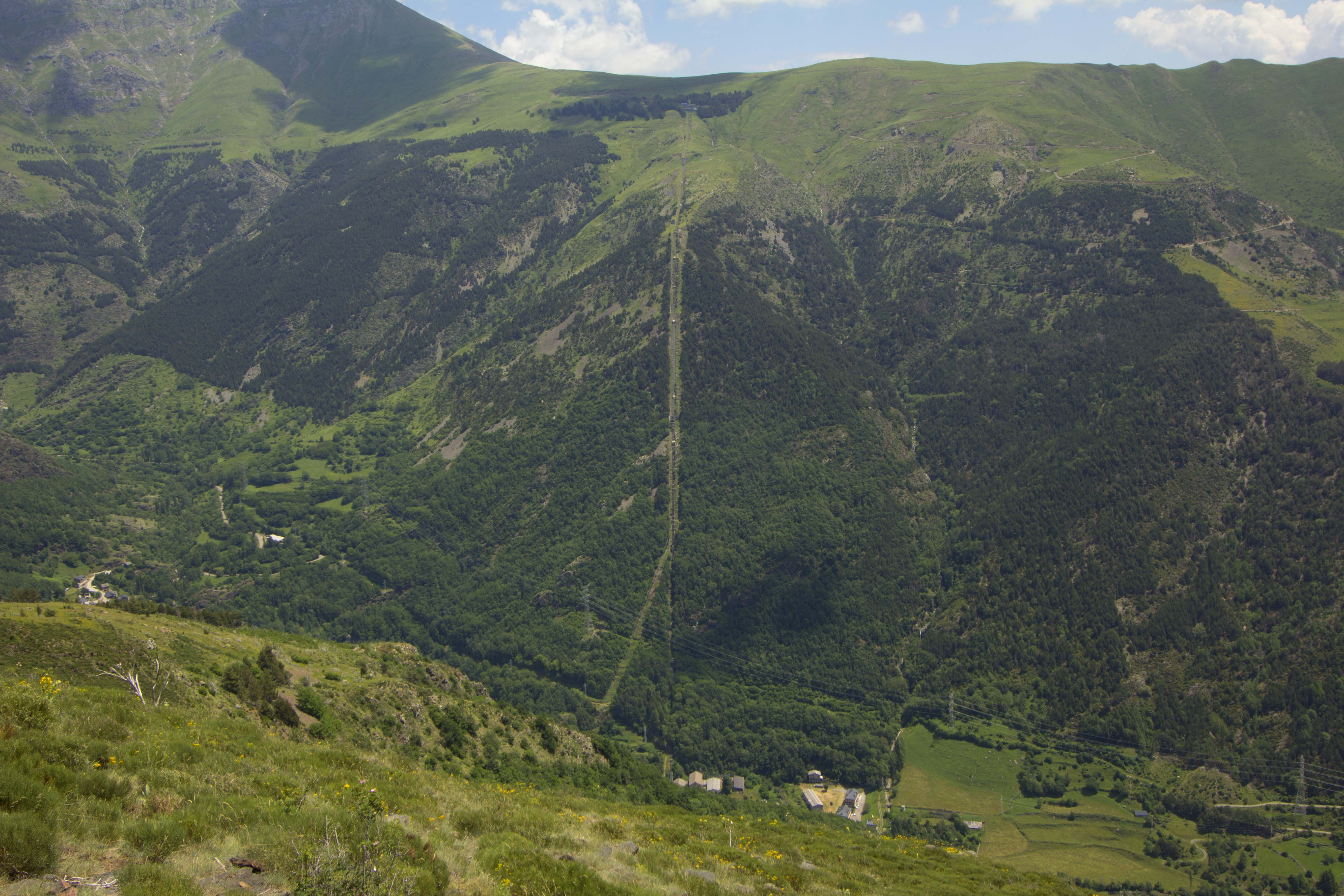
Vista de les canonades forçades des de la cambra d'aigües fins a la sala de turbines

A principis de gener de 1914 ja estava finalitzada la construcció de la casa de vàlvules, la canalització des de l'estany Gento fins a la cambra d'aigües, les canonades forçades, la central amb la seva maquinària i la subestació elèctrica. El 28 de gener de 1914 entrà en funcionament el Grup hidroelèctric 1 i l'endemà ho feu el Grup 2. Els grups 3 i 4 ho feren el 3 de març. El següent pas era la connexió dels estanys superiors de les conques de Jous i Tort amb l'estany Gento, així com la incorporació de la conca de Rus al sistema. A partir d'aquest moment es reduí el ritme de les obres i es rescindiren els contractes de molts obrers. El Grup 5 entrà en servei el 14 de gener de 1917.
En aquest mateix any s'edificà un xalet al costat de l'estany de Colomina per allotjar al director de les obres, Albert Keller. El 1973 aquest edifici fou cedit a la Federació d'Entitats Excursionistes de Catalunya que el convertí en el refugi de Colomina.

### La pausa per la I Guerra Mundial
Amb l'esclat de la Primera Guerra Mundial, s'alentiren les obres, que no es reprendrien a bon ritme fins al 1924. A partir de 1923, fan les cales per comunicar el fons de cada estany amb el seu túnel de desguàs, tasca dirigida per l'enginyer suís Albert Keller, i s'ampliaren les obres per la captació de l'aigua cap a la conca de Rus. Per facilitar el transport de materials, es construí un funicular des de l'estany Gento fins a l'estany de Colomina.
Entre 1924 i 1934 es van continuar les obres d'aixecament de preses als llacs de Saburó, Cubieso, Colomina, Salado, Morera i Mariolo. Les obres de canalització dels estanys no finalitzaren fins al 1941, amb la comunicació de l'estany de Reguera, a la conca de Rus.

## Components de la central
Cabdella és una central hidroelèctrica de derivació d'aigües de llacs represats.

### Conques de captació

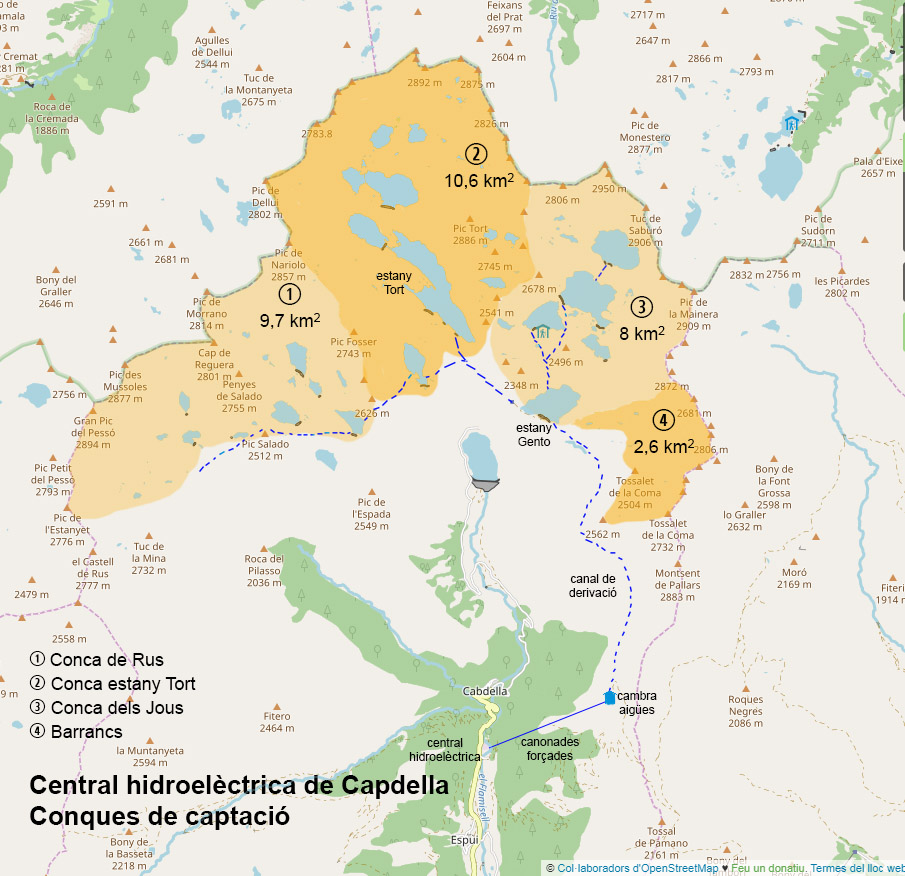
Conques de captació d'aigua de la Central de Cabdella

La superfície total de la conca hidràulica era de 30,9 quilòmetres quadrats. En el projecte inicial la conca de cabdella va dividir-se en vàries parts:
- Conca de Rus, de 9,7 quilòmetres quadrats. Està composta per tres valls. A ponent, la Coma de Mig i la Coma del Port, i a llevant Cogomella. Aquesta conca no estava inclosa en el projecte inicial, sinó que es desenvolupà posteriorment. Ja el 1913 es va sol·licitar la realització d'un estudi per l'aprofitament hidroelèctric dels rius Rus (Coma del Port) i Franci (Coma de Mig).
- Conca dels estanys Tort, Mariolo, Cubieso i Morto, amb una superfície de 10,6 quilòmetres quadrats. Abans de represar l'estany de Cubieso, a la zona havien dos estanys; l'esmentat de Cubieso i l'estany d'Eixerola. Al represar Cubieso, els dos estanys van quedar ajuntats pel recreixement, i el nom d'Eixerola ha quedat relegat a l'oblit.
- Conca del Jous, que correspon als estanys Gento, Mar, Colomina i Saburó, de 8 quilòmetres quadrats.
- Conca dels Barrancs, situada entre l'estany Gento i la cambra d'aigües del Cap de la Serra, de 2,6 quilòmetres quadrats. En aquest indret no es construí cap embassament, sinó que s'aprofitaren els diversos torrents (barrancs) que sorgeixen en els contraforts del vessant occidental del Montsent de Pallars per captar aigua que s'introdueix a la canalització soterrada entre l'estany Gento i la cambra d'aigües del Cap de la Serra. Les estacions de captació estan situades als barrancs de Coma Plana, Cuirola, Fondo, l'Orri i Covils.

La interconnexió subterrània de 15 estanys de la vall Fosca, situats a més de 2.000 m d'alçada, va ser l'obra més complexa de la central de cabdella. Per fer sortir l'aigua per sota dels estanys calia foradar-los pels desaigües excavats en la roca, i aquesta feina ("calar" els estanys) va ser una de les feines més feixugues i perilloses que es van haver de fer. La teranyina subterrània de 15 quilòmetres que els uneix aboca l'aigua a l'estany Gento, el més baix de la conca, que actua com a embassament.
Es van construir preses per augmentar la capacitat natural dels estanys. Les obres més importants foren les següents:.
| Estany   | Capacitat (Hm3) | Conca                  |
| -------- | --------------- | ---------------------- |
| Colomina | 3,7             | Conca del Jous         |
| Cuvieso  | 3,7             | Conca de l'estany Tort |
| Gento    | 3,2             | Conca del Jous         |
| Salado   | 1,1             | Conca de Rus           |

### Estany Gento

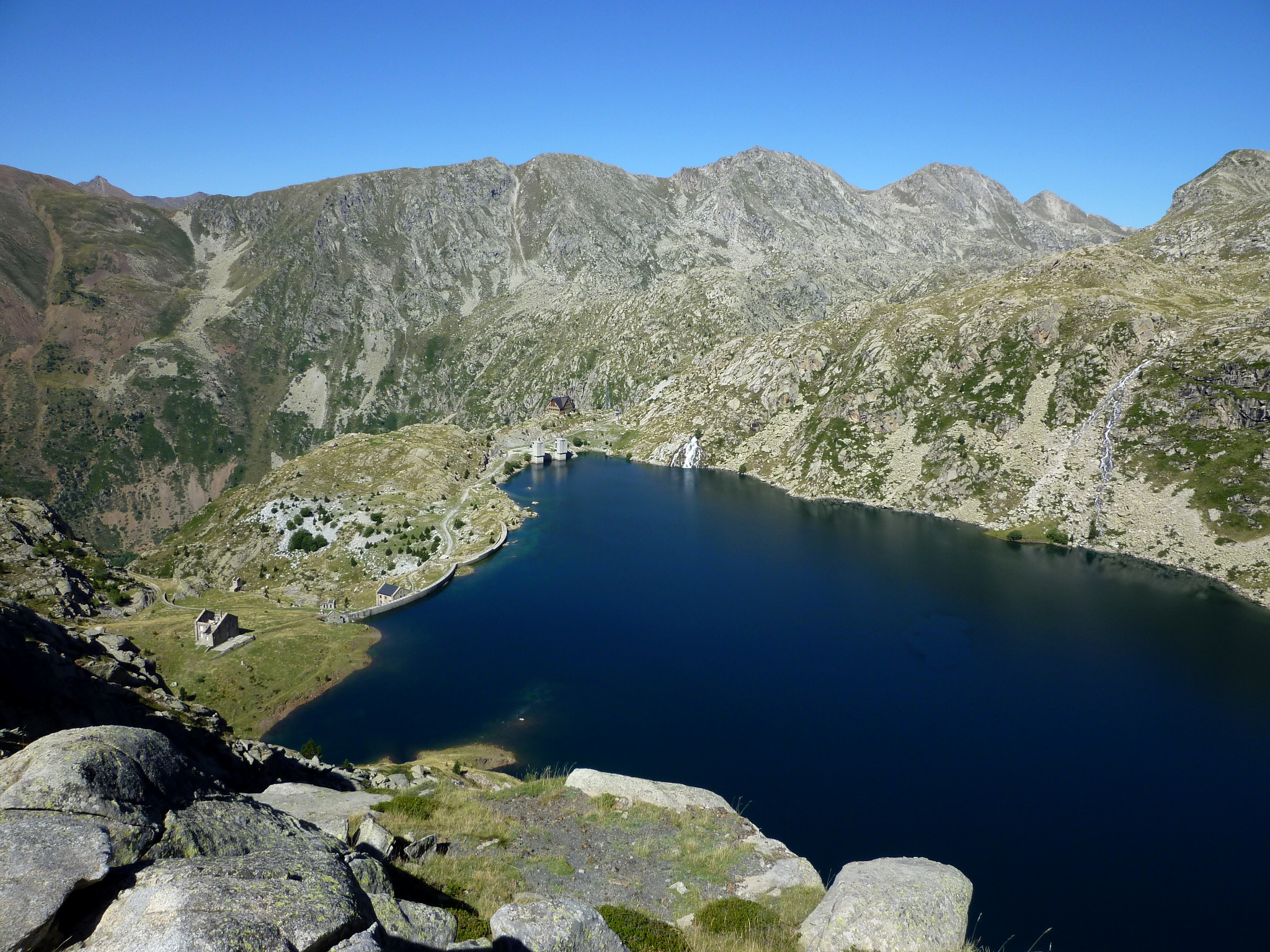
Estany Gento. A l'esquerra, presa i construccions relacionades.

L'estany Gento fou represat per augmentar-ne la capacitat. La presa és de gravetat en corba, construïda de formigó i revestida exteriorment per maçoneria de granit. Té una longitud total de 188,20 metres, i una alçada màxima de vint metres, el que dona un embassament de 3,29 hectòmetres cúbics útils.
Annexe a la presa també es construí la casa de vàlvules per regular el cabal de la canalització per transportar l'aigua des de l'estany fins l'inici del salt del Cap de la Serra. Fou necessària la perforació de diversos túnels, estant la canalització tota soterrada, en alguns trams a més de 1,5 metres de profunditat, per evitar la congelació d'aigua a l'hivern. Per transportar materials i viatgers es construí una via per a un carrilet entre l'estany Gento i la cambra d'aigües. La via, que transcorre paral·lela a la canalització, tenia 4,85 quilòmetres de recorregut i un desnivell total de 6 metres.
Actualment (juliol de 2020) un sender apte per excursionistes ressegueix el camí del carrilet entre l'estany Gento i la cambra d'aigües.

### Salt del Cap de la Serra

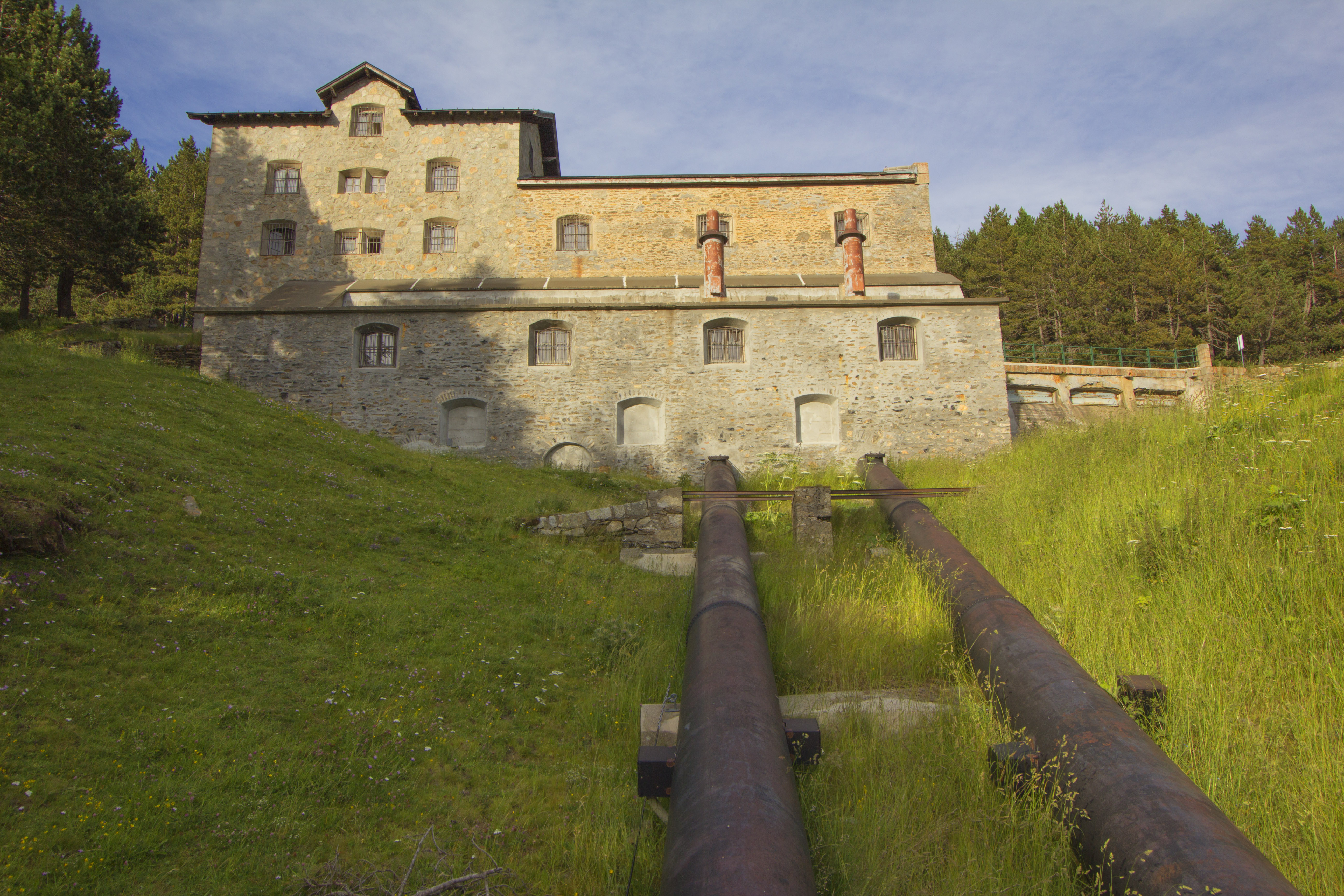
Cambra d'aigües a 2.114 metres d'altitud

La cambra d'aigües, situada en el vessant meridional del Serrat de la Mainera a una altitud de 2.113 metres, és un edifici remarcable per si mateix. Atès que per dur a terme les operacions d'obertura i tancament de les vàlvules de les canonades forçades feien falta 4 persones, l'edifici estava dissenyat per servir d'allotjament dels operaris. El dipòsit regulador de 8.000 metres cúbics disposa de quatre comportes per regular-ne el nivell en cas de necessitat. Actualment (juliol 2020) l'accionament de les vàlvules es fa a distància des del centre de comandament de Lleida.
Entre la cambra i la central de cabdella es van instal·lar dues canonades forçades disposades paral·lelament fetes amb acer Siemens-Martin, recobertes amb pintura a base de quitrà i fabricades per la societat suïssa Escher Wyss & Cie. El pendent de les canonades va d'un 17,10% en el tram més pla a 79,90% en el tram més inclinat. Les canonades s'acabaren de instal∙lar els últims dies de novembre de 1913.
La canonada està feta mitjançant acoblament de tubs, el diàmetre dels quals disminueix mentre que el seu gruix augmenta a mesura que els tubs són més pròxims a la central. El gruix de la canonada a la part alta és de 7 mil·límetres i el diàmetre interior de 80 centímetres, i a la part baixa el gruix és de 32 mil·límetres i el diàmetre de 65 centímetres. La força de l'impacte de l'aigua sobre les pales de la turbina és molt notable: 84 kg/cm².

### Generació

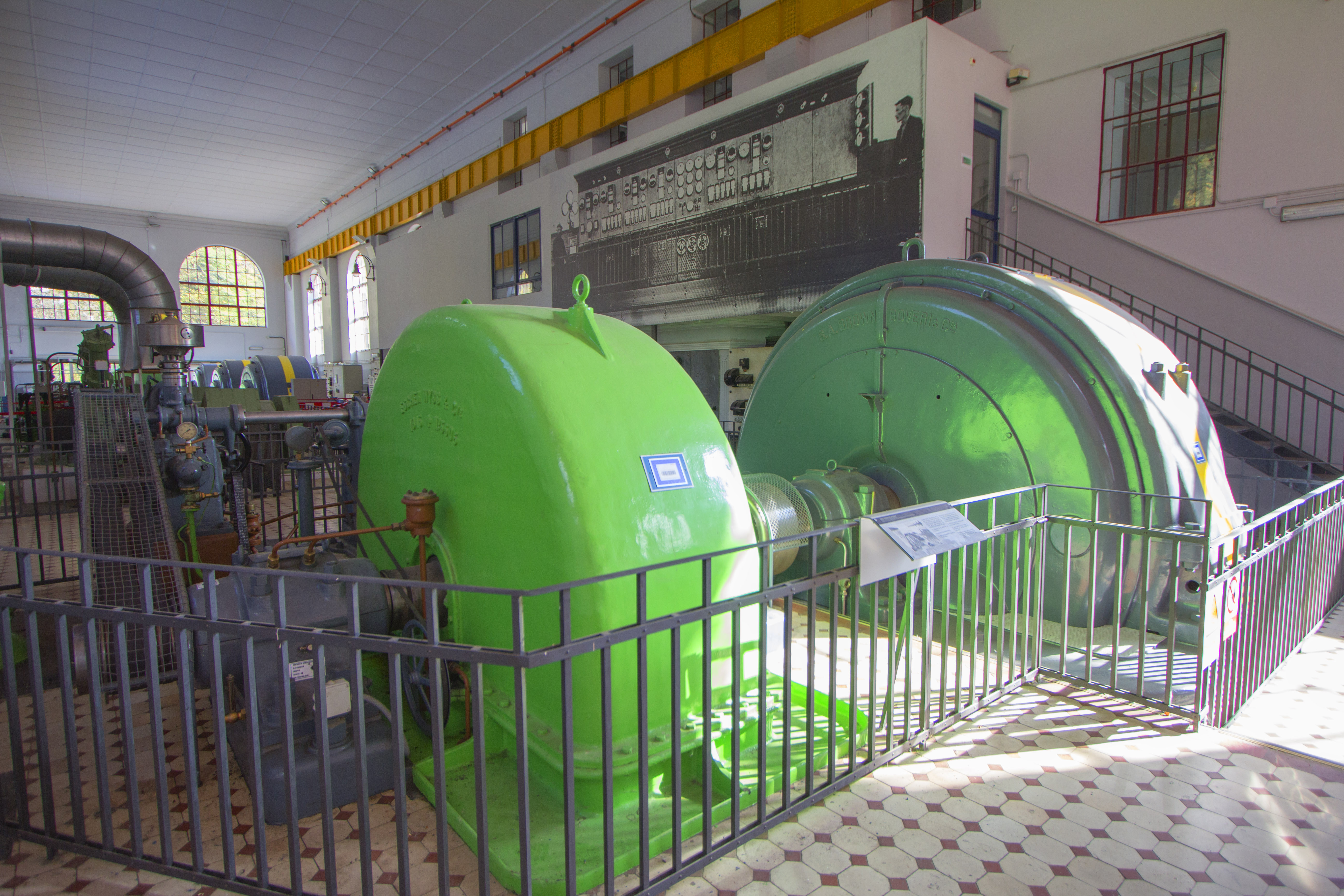
Sala de màquines. En primer pla grup format per turbina Wescher Wyss i alternador Brown Boveri

Si bé en els plans inicials s'havia previst la instal·lació de vuit grups hidràulics, només se n'instal·laren cinc. Aquest fet provocà que la potència de la central fos només de 25.000 CV, enfront del 40.000 CV previstos originalment el 1912. Cada grup està compost per una turbina i un alternador. La sala de màquines es va equipar amb un pont grua elèctric de 20 tones, així com els elements de regulació i control.
L'aigua que baixa per la canonada forçada permet generar energia elèctrica a través dels grups generadors. En origen cada grup té una turbina Pelton d'eix horitzontal, originalment amb una potència màxima de 8.000 HP, construïda per l'empresa Escher Wyss & Cie de Zurich. Les turbines consumeixen 700 litres d'aigua per segon.
Els alternadors originals produïen 6.250 kVA - 6.000 V treballant a 500 revolucions per minut. Els quatre primers van ser fabricats per l'empresa Société Alsacienne de Constructions Mécaniques. L'ocupació alemanya d'Alsàcia durant la primera guerra mundial provocà que l'alternador del cinquè grup, instal·lat el 1917, fos de la societat Brown, Boveri & Cie de Suïssa.
Addicionalment hi havien dos grups auxiliars compostos per turbines Pelton amb generadors de corrent continu per actuar com excitadors per posar en marxa els cinc grups generadors.  Com a reserva, un motor elèctric auxiliar podia arrancar els grups si fallaven els dos grups excitadors. La funció d'aquests grups auxiliars és crear en els alternadors dels grups principals el camp magnètic (o “excitació”) essencial per la seva posada en funcionament. L'objectiu era que la central havia de poder posar-se en funcionament de forma autònoma, sense necessitar fluid elèctric de l'exterior.
És remarcable que tant les turbines com els alternadors actuals (2019) són els originals de 1914.
El quadre elèctric original era subministrat pel Laboratorio Electrotecnico Luigi Magnini.

## Transformació i transport

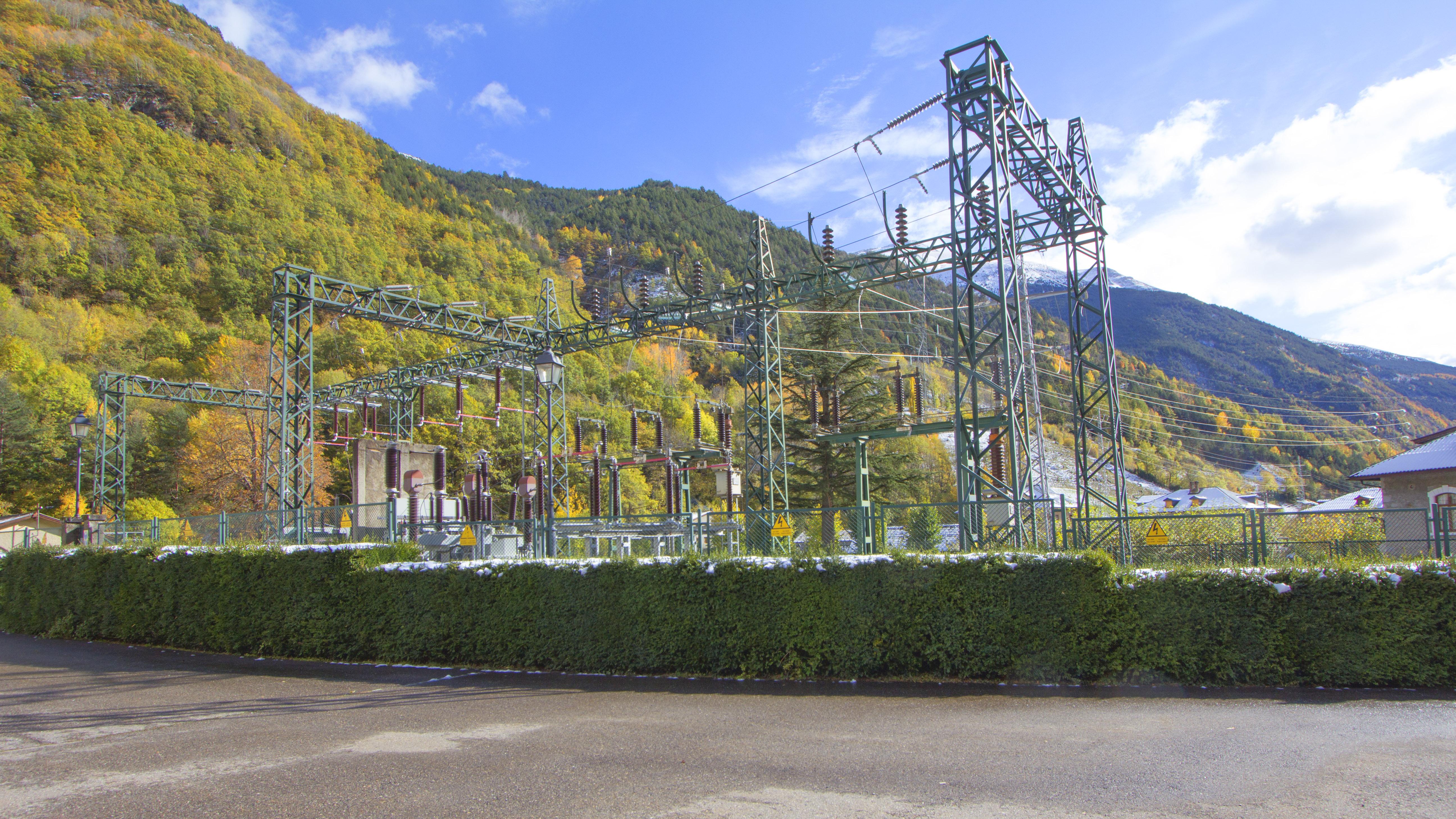
Subestació elèctrica de Cabdella

Al costat mateix de la central es va construir una subestació elèctrica inicialment amb tres transformadors, encarregats de fer augmentar el voltatge de 6 kv, que hi havia a la sortida dels alternadors, fins a 88 kV, que era el voltatge projectat per Energia Elèctrica de Catalunya per transportar l'energia produïda a la Vall Fosca fins a l'àrea de Barcelona. Posteriorment s'afegiria un quart transformador.
Es van haver d'instal·lar 175 quilòmetres de pilones i línies elèctriques fins a Barcelona. El transport de l'electricitat a llarga distància era un real repte tecnològic i una novetat a nivell europeu. Quan es va construir la línia de 88 kV des de la central de Cabdella fins a Barcelona només hi havia a Europa una altra línia de la mateixa potència, a Itàlia. L'any 1928, però, la xarxa va augmentar la tensió fins a 110 kV, tensió que perdura a l'actualitat (2020).
Les línies instal·lades entre la Pobla de Segur i Ponts han estat en ús durant cent anys, essent substituïdes l'any 2020 per una de més moderna.

## Resum característiques i producció

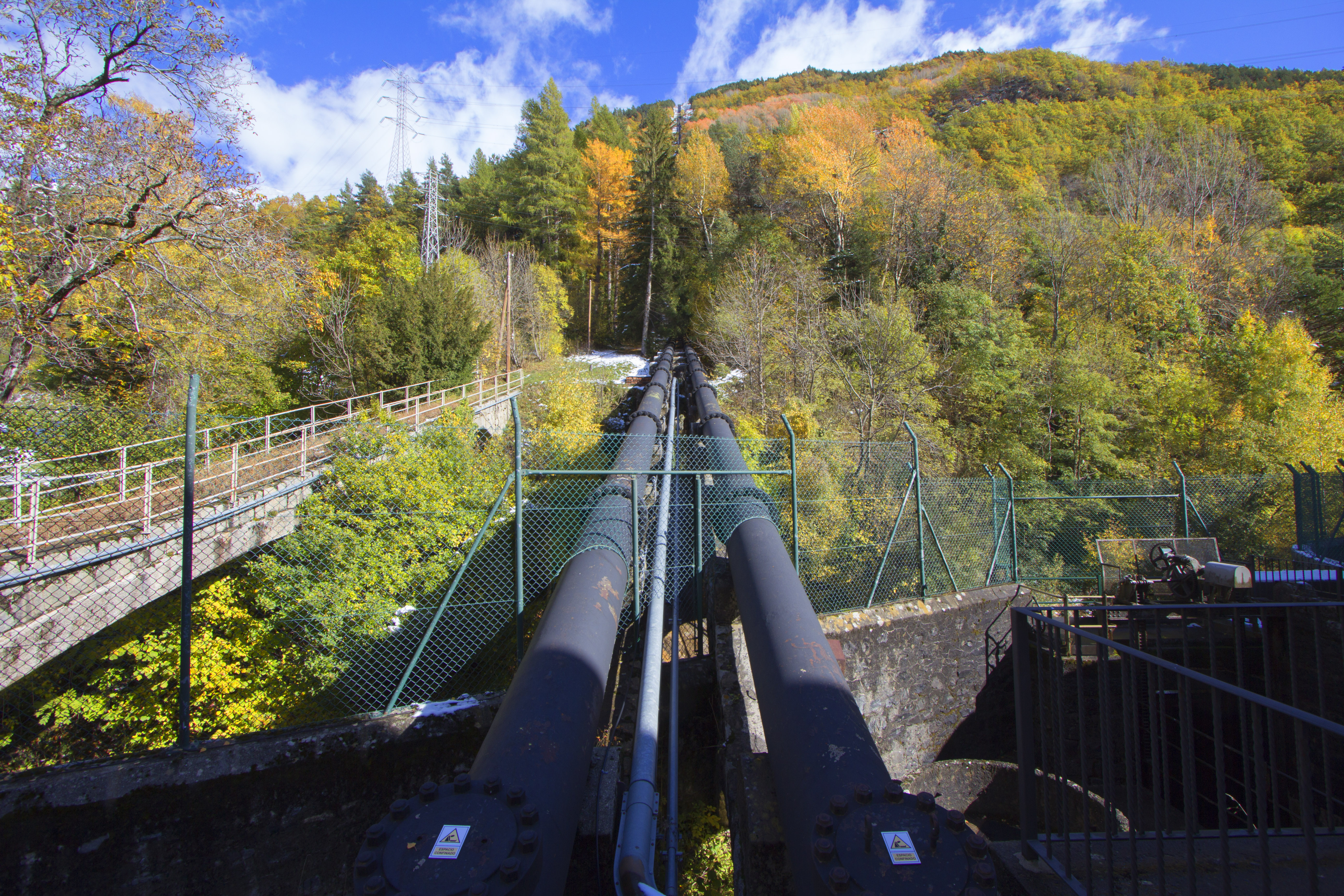
Part inferior de les dues canonades forçades a la Central Hidroelèctrica de Cabdella

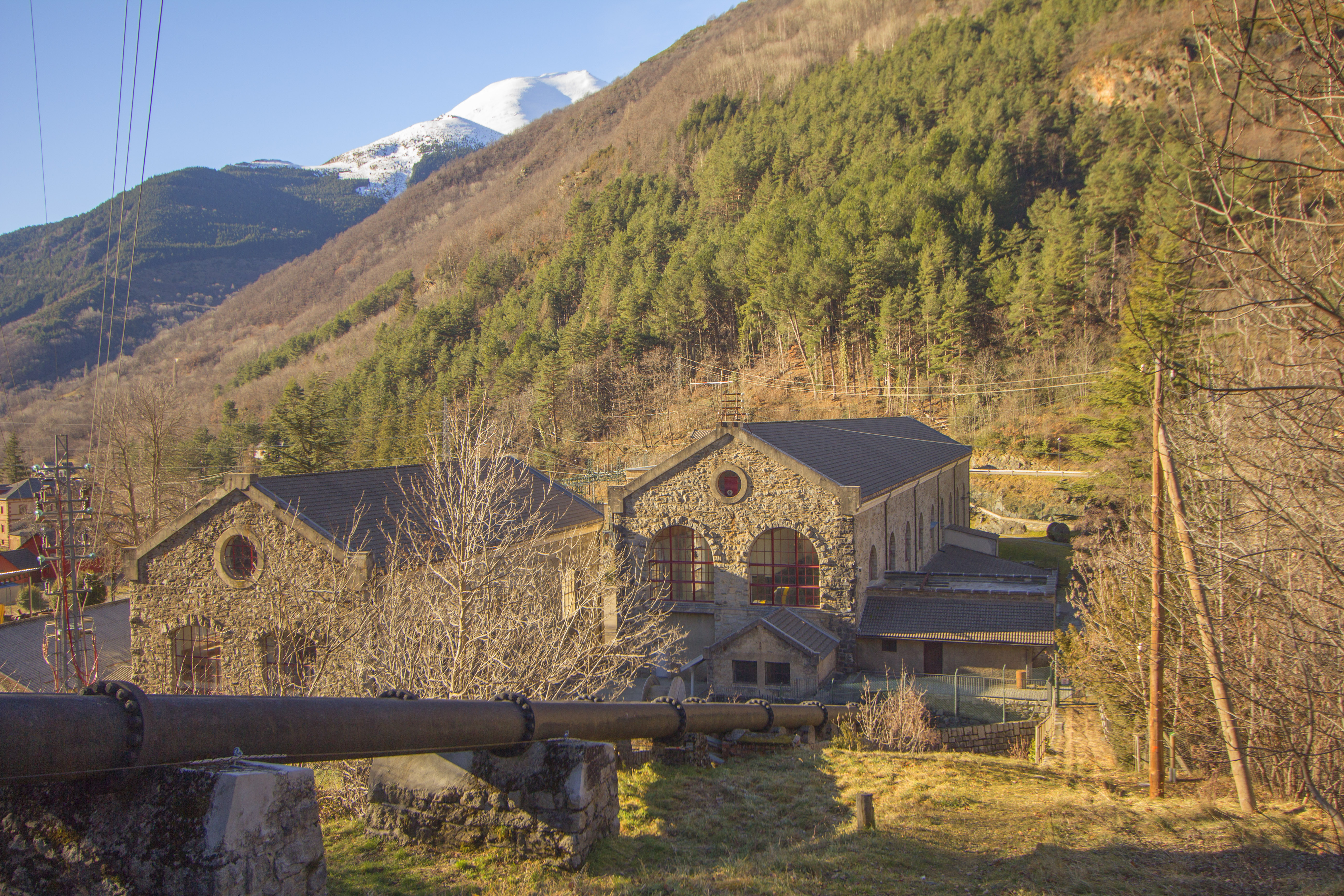
Canonades forçades, sala de turbines i taller.

|                               | Central Hidroelèctrica de cabdella |
| Any posada en marxa           | 1914                               |
| Construïda per                | Energia Elèctrica de Catalunya     |
| Operada per                   | Endesa                             |
| Salt                          |                                    |
| Altitud                       | 2.114,00 metres                    |
| Desnivell                     | 840,00 metres                      |
| Longitud canonada forçada     | 2.000 metres                       |
| Cabal d'aigua nominal         | 3,3 metres cúbics/segon            |
| Sala de màquines              |                                    |
| Altitud                       | 1.274,00 metres                    |
| Nombre de grups               | 5                                  |
| Turbines per grup             | 1 turbina Pelton d'eix horitzontal |
| Potencia instal·lada per grup | 5,88 MW                            |
| Potència instal·lada total    | 29,40 MW                           |
| Producció mitja total anual   | 56,10 GWh                          |

## Mesura d'eficiència
A partir de les dades de característiques tècniques i producció de cadascuna de les centrals, es poden obtenir indicadors de l'eficiència.
|                      | Central Hidroelèctrica de cabdella |
| Mesures d'eficiència |                                    |
| Potència mitja anual | 6,40 MW                            |
| Factor de planta     | 0,2178                             |

El factor de planta proporciona un indicador de l'eficiència en la producció d'energia. La tendència en el disseny de les centrals hidroelèctriques és que operin com a plantes per pics o puntes, entrant en operació durant les hores de major demanda d'energia en el sistema elèctric. Per a això cal una gran capacitat instal·lada, atès que durant aquestes hores el sistema elèctric necessita aquesta potència. Un altre factor que afecta molt a aquest indicador és la disponibilitat d'aigua, o la seva estacionalitat. De fet l'aigua la central procedeix de la fusió de neu durant el desgel, així com de les pluges de la primavera i la tardor. El factor de planta de les centrals alimentades per desgel tendeix a estar en una forquilla de valors de 0,25-0,17.

## Danys de guerra
Durant la guerra civil les centrals hidroelèctriques als Pirineus van ser considerades objectius militars prioritaris a ser destruïts per l'exercit rebel espanyol. Van inutilitzar la central per a impedir el subministrament elèctric a la industria catalana per dificultar la fabricació d'armament. El matí del 19 de febrer de 1937 l'aviació de la Legió Còndor, aliada als rebels espanyols, va bombardejar la central. Els projectils afectaren les canonades forçades, la cambra d'aigües, la via del funicular i una part del canal de descàrrega. Malgrat tot, la mateixa nit del 19 es va poder tornar a posar la central en servei, si bé com a resultat va restar un mes funcionant a mitja capacitat.
El 13 de setembre de 1937 la central va rebre un altre bombardeig. Per evitar la destrucció de la maquinària, es van protegir cadascun dels grups (turbina i alternador) amb sacs terrers, col·locant-los també per sobre, suportats per bigues per evitar danys si el sostre s'esfondrés.

## Revinguda de 1937
Del 26 al 28 d'octubre de 1937 es produïren uns xàfecs excepcionalment intensos que provocaren que rius Garona, Noguera Pallaresa, Segre i principalment el Flamisell revingueren de forma extraordinària i ocasionaren grans danys a les valls en general i a les centrals hidroelèctriques en particular. El cabal pel Flamisell en aquestes dates arribà als 300 metres cúbics per segon, quan el màxim assolit en els vint anys previs havia estat de 60. A La Pobla de Segur el cabal del Flamisell arribà als 730 metres cúbics per segon.
En el Flamisell la revinguda produí una invasió d'aigua i de rocs que inutilitzà les sales de màquines i altres instal·lacions de la central de cabdella, a part de provocar el canvi del llit del Flamisell i demolir la carretera d'accés a la central. Malgrat tot, l'edificació es reconstruí i tornà a produir electricitat.

## Impacte de la creació de la central reversible

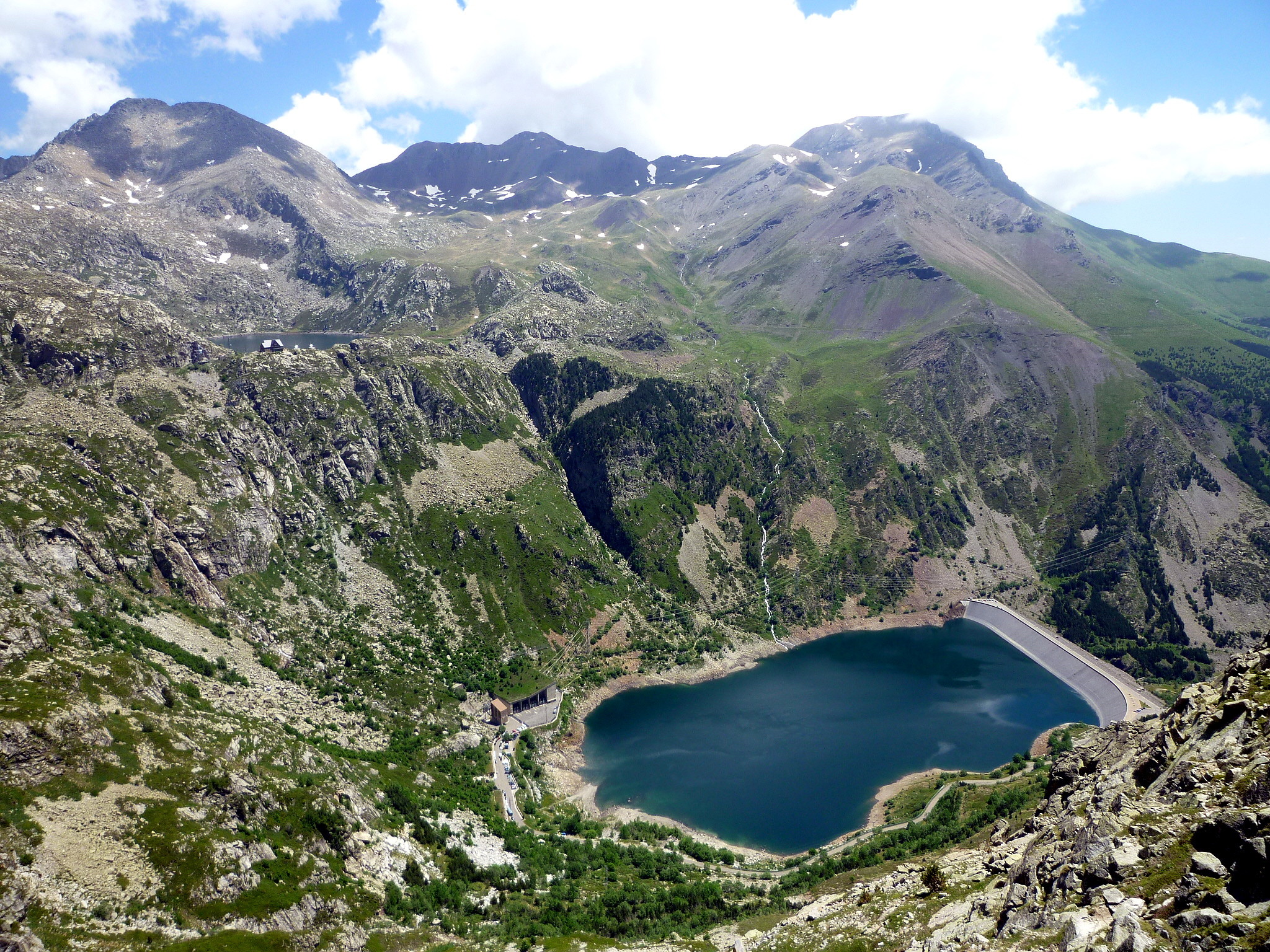
Embassament de Sallente. A la seva esquerra, transformadors de la central reversible. A dalt, l'estany Gento.

Als anys 80 del segle xx, FECSA va construir la central hidroelèctrica reversible de Sallente-estany Gento. L'aigua de l'estany Gento és conduïda per canonades forçades fins a la central hidroelèctrica, on és turbinada i evacuada a l'embassament de Sallente. Per les nits l'aigua és bombejada cap l'estany Gento per tornar a ser turbinada l'endemà. Així doncs, l'estany Gento i totes les obres d'infraestructura aigües amunt són aprofitades per les dues central hidroelèctriques, la qual cosa obliga a sincronitzar-ne el programa de treball.
Dels 3,29 hectòmetres cúbics de capacitat de l'embassament, tres són assignats a la central de Sallente-estany Gento, i la resta queda com a regulació diària del salt de Cabdella.
El fet que la nova central fos reversible ha fet sotmetre la presa de l'estany Gento a un règim alternatiu de càrrega i descàrrega que es tradueix en un estat tensional molt acusat, el que n'accelera l'envelliment. Per aquest motiu va reforçar la presa, així com establir un pla de control del seu estat.

## Creació de «Cabdella auxiliar»
A partir del moment que la central de cabdella estava connectada a una línia elèctrica exterior fiable, la funció dels grups hidràulics excitadors va perdre sentit. El 1995, FECSA va vendre de forma privada a la seva filial Minicentrales Energèticas S.A. un dret d'úsdefruit de part de la concessió del Salt de cabdella de 230 litres/segon per 30 anys. El 1996 FECSA va vendre els dos grups auxiliars de la central de cabdella a l'empresa G3T, S.L. (empresa patrimonial de Carme Godia, filla de Francesc Godia i Sales), i l'empresa també adquirí de Minicentrales Energèticas S.A. l'usdefruit de la concessió.
El nom de la nova explotació és «Cabdella Auxiliar», té un cabal atorgat de 0,7 litres cúbics per segon (700 litres), un salt de 50 metres de desnivell, una potència de 0,2 MW i una producció anual de 0,7 GW/hora.

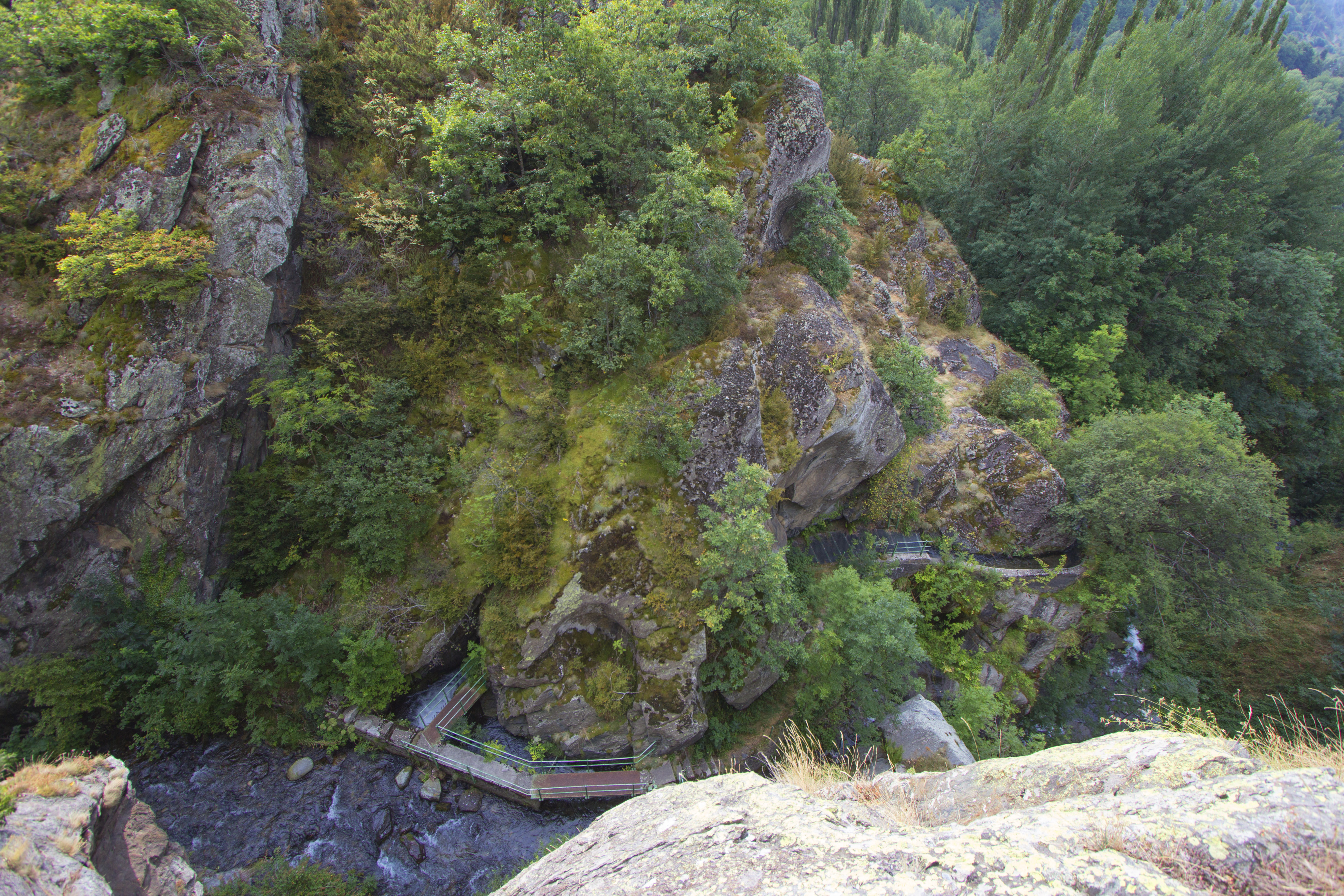
Inici del canal de derivació per a la central de cabdella auxiliar
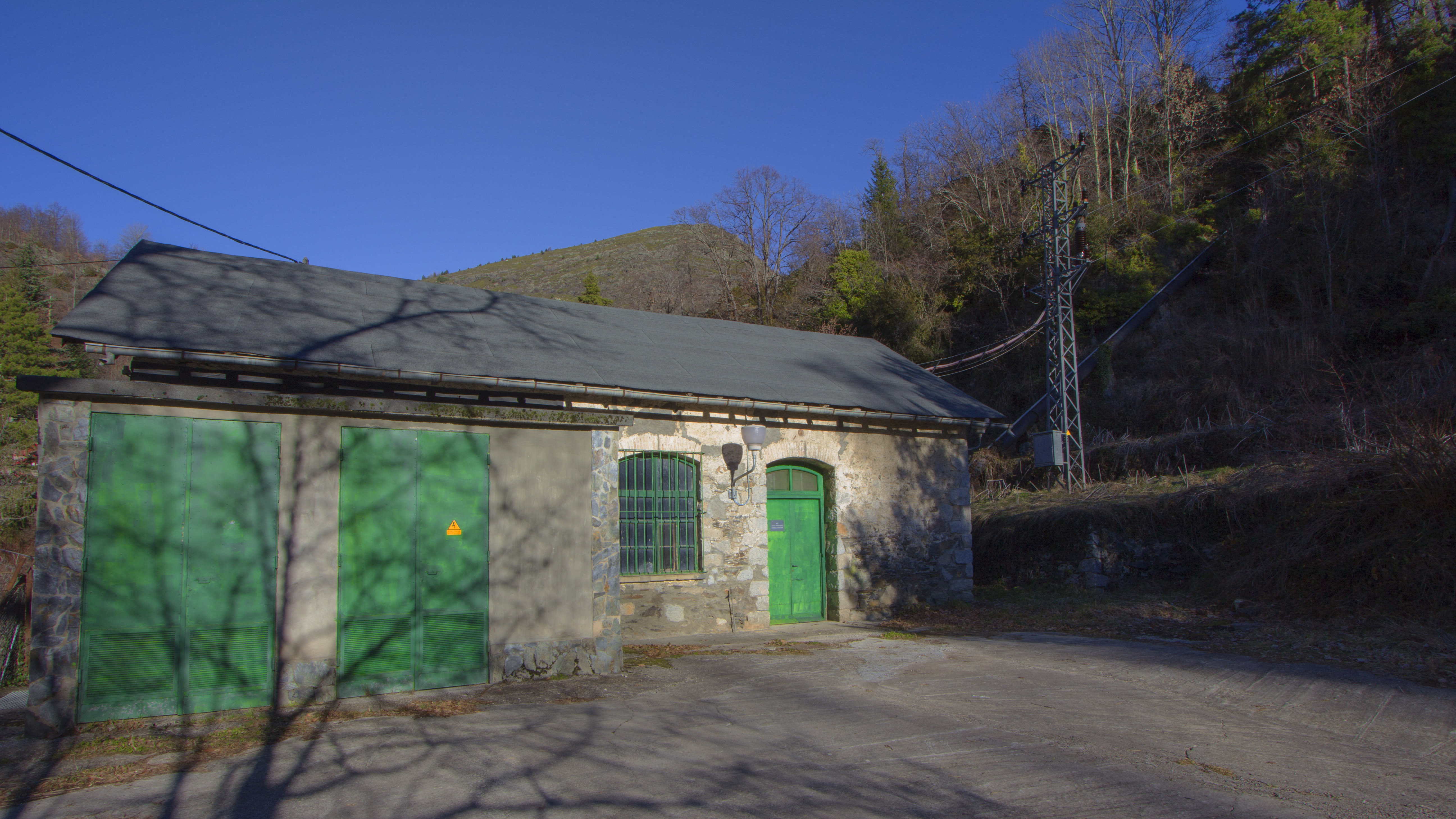
Central de cabdella auxiliar